# 阿倫德爾 (緬因州)
阿倫德爾（英語：Arundel）是一個位於美國緬因州約克縣的鎮。

## 人口
根據2020年美國人口普查的數據，阿倫德爾的面積為61.90平方千米，當中陸地面積為61.82平方千米，而水域面積為0.08平方千米。當地共有人口4264人，而人口密度為每平方千米69人。